# Zòpir el Jove
Zòpir (en llatí Zopirus, en grec antic Ζώπυρος) fou un noble persa, fill de Megabizos, i net de Zòpir el Vell, sàtrapa de Babilònia.
L'esmenta Heròdot que diu que es va revoltar contra Pèrsia i va fugir a Atenes, però no s'indica la data en què aquestos fets van passar.